# Žubrino
Žubrino (makedonska: Жубрино) är en ort i Nordmakedonien. Den ligger i kommunen Kičevo, i den västra delen av landet, 60 kilometer sydväst om huvudstaden Skopje. Žubrino ligger 672 meter över havet och antalet invånare är 416.